# Système hybride
Un système hybride est un système dynamique faisant intervenir explicitement et simultanément des comportements temps-continu et temps-discret. Ces systèmes sont classiquement constitués de processus continus (par exemple, des équations différentielles) interagissant avec ou supervisés par des processus discrets (par exemple automates finis). Ils résultent également de l'organisation hiérarchique des systèmes de contrôle/commande complexes, ou de l'interaction entre des algorithmes discrets de planification et des algorithmes continus de commande.

## Justification des modèles hybrides
Les approches de modélisation en automatique sont fondés sur :
- des modèles d’équations différentielles et aux différences (états continu, à temps continu ou discret), modèles fréquentiels pour les systèmes continus ;
- des modèles états-transitions et modèles markoviens pour les systèmes événementiels.

Les méthodes d’analyse « classiques » prennent en compte un seul aspect à la fois, l’aspect continu ou l’aspect événementiel.
La plupart des systèmes réels sont composés de sous-processus continus (moteurs, procédés chimiques, systèmes de freinage) qui sont démarrés, reconfigurés et arrêtés par une commande logique, à état discrets (ordinateur, automate programmable).
L’évolution d’un système réel est à la fois continue et événementielle. Pour garantir le bon fonctionnement d'un ensemble automatisé réel il est nécessaire de prendre en compte simultanément les aspects continus et événementiels de sa dynamique. Les systèmes dynamiques hybrides (SDH) ont été introduits pour répondre à cette demande.
Des nombreux problèmes mal traités par les approches homogènes sont résolus par l’approche hybride :
- variation de structure liée aux différents modes de marche ;
- variation de paramètre lors de régimes de fonctionnement en grandes transitions ;
- commande discontinue (par exemple par relais ou impulsions) ;
- modélisation de phénomènes transitoires rapides par des commutations de modèles.

## Classes particulières de systèmes dynamiques hybrides
- Systèmes à saut (jump linear systems - JLS)

- Systèmes à commutation (switched systems)

- Systèmes affines par morceaux (piecewise affine systems - PWA)

- Modèles logique/dynamiques mixtes (mixted logical dynamical - MLD )

- Systèmes de Lur'e multivalués (projected dynamical systems, complementarity dynamical systems, maximal monotone differential inclusions, differential variational inequalities, switched dynamics)[1].

## Vérification de systèmes hybrides
La plupart des problèmes de vérification, y compris le problème d'accessibilité sur les systèmes hybrides, sont indécidables. Les systèmes hybrides sont modélisés par des automates hybrides. Henzinger et al. ont montré que le problème d'accessibilité est déjà indécidable avec des automates hybrides rectangulaires, où les équations différentielles sont de la forme dq/dt = cte et où les gardes sont des rectangles.